# Peter Christopherson

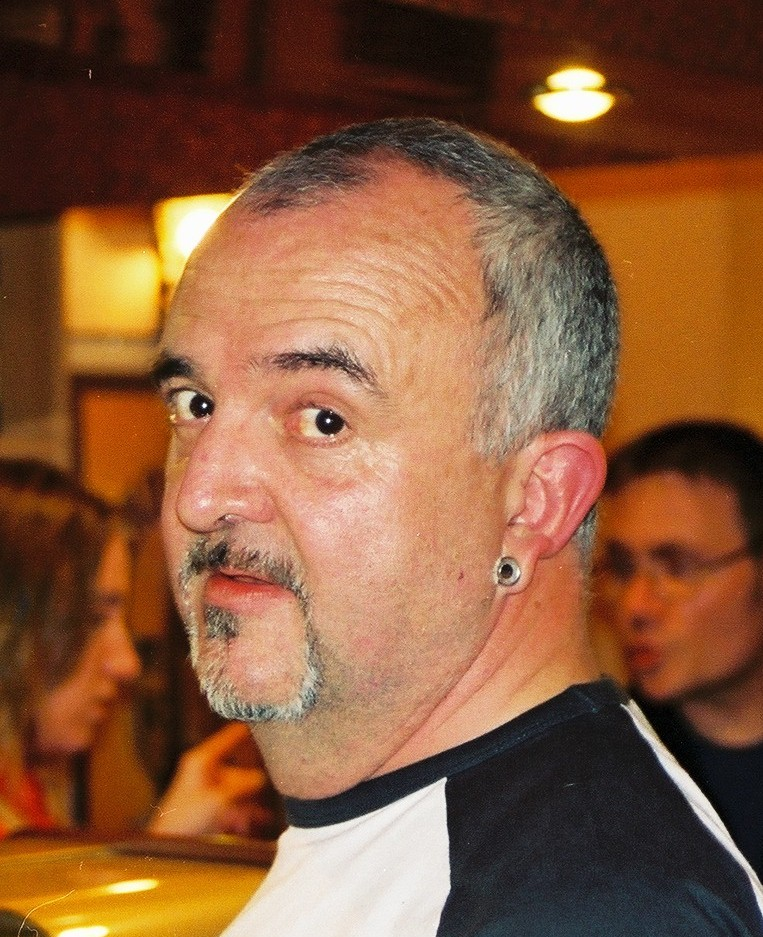
Peter „Sleazy“ Christopherson (2007)

Peter Martin Christopherson, genannt Sleazy (* 27. Februar 1955 in Leeds, Yorkshire, England; † 24. November 2010 in Bangkok, Thailand), war ein britischer Musiker, Musikvideo-Regisseur und Fotograf.

## Leben
Christopherson, der Bühnenbild und Programmierung studiert hatte und Anfang der 1970er bei der Aktionskunstgruppe COUM Transmissions mitwirkte, war eines der Gründungsmitglieder der Industrial-Band Throbbing Gristle und des damit verbundenen Plattenlabels Industrial Records. Er entwickelte erste technische Methoden und Synthesizerapparaturen für Soundschleifen (Tone loops), die als analoge Vorläufer des modernen Sampling und des Final Scratch bezeichnet werden können. Er gilt somit als Wegbereiter der modernen elektronischen Musik, aus der Gruppen wie z. B. Depeche Mode ihre Anregungen schöpften. Christopherson war überdies 1981 Gründungsmitglied der Musikgruppe Psychic TV und schloss sich nach seinem Ausstieg 1984 der von John Balance gegründeten Band Coil an.
Vielseitig talentiert zeigte sich Christopherson als Designer bei der Kultdesigngruppe Hipgnosis um Storm Thorgerson, welche zahlreiche bekannte Schallplattencover gestalteten. Außerdem zeichnet er sich als Regisseur mit Videoproduktionen für namhafte Musikgruppen aus. Unter anderem drehte er ein Musikvideo für Coil, eine Coverversion von Tainted Love, das sich heute im Archiv des Museum of Modern Art befindet. Außerdem produzierte er zahlreiche Clips für andere Künstler wie Rage Against the Machine, Front 242, Marcy Playground, Gavin Friday, Nine Inch Nails u. a.
Zusammen mit den anderen Throbbing-Gristle-Bandmitgliedern Cosey Fanni Tutti, Chris Carter und Genesis P-Orridge kam es ca. 2004 zu einer für Fans überraschenden Reunion von Throbbing Gristle. Nach dem Tod seines musikalischen Partners John Balance gab Christopherson die Auflösung von Coil bekannt. 2008 gründete er mit Ivan Pavlov das Duo Soisong.
Christopherson starb in seinem Haus in Bangkok im Schlaf.